# 300 v.Chr.
Het jaar 300 v.Chr. is een jaartal volgens de christelijke jaartelling. 

## Gebeurtenissen

### Italië
- Agathocles voert een plundertocht in Zuid-Italië tegen de Bruttii en verovert het eiland Korfu.
- Marcus Valerius Corvus en Quintus Appuleius Pansa zijn consul in het Imperium Romanum.

### Egypte
- Ptolemaeus I sluit een verbond met Lysimachus van Thracië en laat zijn 16-jarige dochter Arsinoë II met hem in het huwelijk treden.
- Pyrrhus van Epirus wordt als gijzelaar naar Alexandrië afgevoerd, na diplomatieke onderhandelingen trouwt hij met Antigone, stiefdochter van Ptolemaeus I.
- In Soedan wordt Meroë de nieuwe hoofdstad van het koninkrijk Kush.

### Europa
- De Friezen vestigen zich in Nederland en bouwen terpen of wierden om zich te beschermen tegen hoogwater.

### Klein-Azië
- Seleucus I Nicator sticht in Syrië aan de rivier de Orontes de stad Antiochië.
- Dura Europos wordt gesticht door de Seleuciden en ontplooit zich tot handelscentrum van het Midden-Oosten.
- Antiochië groeit mede door de handelswegen vanuit Azië uit tot metropool en machtscentrum in Mesopotamië.

## Geboren
- Hannibal Gisco (~300 v.Chr. – 258 v.Chr.), Carthaags veldheer

## Overleden
- Aristoxenos (~370 v.Chr. – ~300 v.Chr.), Grieks filosoof (70)
- Euclides van Alexandrië (~365 v.Chr. – ~300 v.Chr.), Grieks wiskundige (65)
- Nearchus (~360 v.Chr. – ~300 v.Chr.), Macedonische vlootvoogd (60)